# Union soviétique aux Jeux olympiques d'hiver de 1972
L'Union soviétique participe aux Jeux olympiques d'hiver de 1972, organisés à Sapporo au Japon. Cette nation prend part aux Jeux olympiques d'hiver pour la cinquième fois. La délégation soviétique, formée de 76 athlètes (55 hommes et 21 femmes), obtient seize médailles (huit d'or, cinq d'argent et trois de bronze) et se classe au premier rang du tableau des médailles.

## Médaillés
| Médaille d'or, Jeux olympiques      | Aleksandr Tikhonov Rinnat Safin Ivan Biakov Viktor Mamatov | Biathlon            | Relais hommes 4 × 7,5 km |                  |  |
| Médaille d'or, Jeux olympiques      | Vyacheslav Vedenin | Ski de fond         | 30 km hommes             |                  |  |
| Médaille d'or, Jeux olympiques      | Vladimir Voronkov Yury Skobov Fyodor Simashev Vyacheslav Vedenin | Ski de fond         | Relais hommes 4 × 10 km  |                  |  |
| Médaille d'or, Jeux olympiques      | Galina Kulakova | Ski de fond         | 5 km femmes              |                  |  |
| Médaille d'or, Jeux olympiques      | Galina Kulakova | Ski de fond         | 10 km femmes             |                  |  |
| Médaille d'or, Jeux olympiques      | Lyubov Mukhachyova Alevtina Olyunina Galina Kulakova | Ski de fond         | Relais femmes 3 × 5 km   |                  |  |
| Médaille d'or, Jeux olympiques      | Irina Rodnina Alexeï Oulanov | Patinage artistique | Couples                  |                  |  |
| Médaille d'or, Jeux olympiques      | Équipe d'Union soviétique de hockey sur glace \| Vladislav Tretiak \| \| Valeri Vassiliev \| \| Valeri Kharlamov \| \| \| Alexander Pashkov \| \| Igor Romishevsky \| \| Yury Blinov \| \| \| Vitaly Davidov \| \| Yevgeny Mishakov \| \| Boris Mikhailov \| \| \| Viktor Kuskin \| \| Alexander Maltsev \| \| Vladimir Petrov \| \| \| Alexander Ragulin \| \| Alexander Yakushev \| \| Vladimir Shadrin \| \| \| Gennadi Tsygankov \| \| Vladimir Vikulov \| \| Yevgeny Zimin \| \| \| Vladimir Lutchenko \| \| Anatoly Firsov \| \| \| \| | Hockey sur glace    | Hommes                   |                  |  |
| Médaille d'argent, Jeux olympiques  | Fyodor Simashev | Ski de fond         | 15 kilomètres hommes     |                  |  |
| Médaille d'argent, Jeux olympiques  | Alevtina Olyunina-Smirnova | Ski de fond         | 10 kilomètres femmes     |                  |  |
| Médaille d'argent, Jeux olympiques  | Sergueï Tchetveroukhine | Patinage artistique | Simple hommes            |                  |  |
| Médaille d'argent, Jeux olympiques  | Lioudmila Smirnova Andrei Suraikin | Patinage artistique | Couples                  |                  |  |
| Médaille d'argent, Jeux olympiques  | Vera Krasnova | Patinage de vitesse | 500 mètres femmes        |                  |  |
| Médaille de bronze, Jeux olympiques | Vyacheslav Vedenin | Ski de fond         | 50 kilomètres hommes     |                  |  |
| Médaille de bronze, Jeux olympiques | Valery Muratov | Patinage de vitesse | 500 mètres hommes        |                  |  |
| Médaille de bronze, Jeux olympiques | Lyudmila Titova | Patinage de vitesse | 500 mètres femmes        |                  |  |
| Vladislav Tretiak                   | | Valeri Vassiliev    |                          | Valeri Kharlamov |  |
| Alexander Pashkov                   | | Igor Romishevsky    |                          | Yury Blinov      |  |
| Vitaly Davidov                      | | Yevgeny Mishakov    |                          | Boris Mikhailov  |  |
| Viktor Kuskin                       | | Alexander Maltsev   |                          | Vladimir Petrov  |  |
| Alexander Ragulin                   | | Alexander Yakushev  |                          | Vladimir Shadrin |  |
| Gennadi Tsygankov                   | | Vladimir Vikulov    |                          | Yevgeny Zimin    |  |
| Vladimir Lutchenko                  | | Anatoly Firsov      |                          |                  |  |